# هری بیوتیمن
هری بیوتیمن (انگلیسی: Harry Beautyman؛ زادهٔ ۱ آوریل ۱۹۹۲) بازیکن فوتبال اهل بریتانیا است.
از باشگاه‌هایی که در آن بازی کرده‌است می‌توان به باشگاه فوتبال پیتربورو یونایتد، باشگاه فوتبال لیتون اورینت، باشگاه فوتبال ولینگ یونایتد، باشگاه فوتبال ساتون یونایتد، باشگاه فوتبال سنت آلبنز سیتی، و باشگاه فوتبال هاستینگز یونایتد اشاره کرد.
وی همچنین در تیم ملی فوتبال England C بازی کرده‌است.